# Lac Aricoma
Le lac Aricoma est un lac situé dans la cordillère des Andes au Pérou. Il est situé dans le département du Puno, province de Carabaya, district de Crucero. Le lac se trouve à l'ouest des montagnes Aricoma et Jalahuana, et à l'est du lac Veluyoc Cocha.